# Semipallium marybellae
Semipallium marybellae is een tweekleppigensoort uit de familie van de Pectinidae. De wetenschappelijke naam van de soort is voor het eerst geldig gepubliceerd in 1996 door Raines.